# Oumpah-Pah et les Pirates
Oumpah-Pah et les pirates est un album de la bande dessinée Oumpah-Pah de René Goscinny et Albert Uderzo.

## Synopsis
Après la victoire contre les Pieds-plats du tome 2, Oumpah-pah reste à Fort Petit et découvre le cheval. Après avoir reçu l'aval de la tribu, il est décidé qu'Oumpah-Pah et Hubert de la Pâte Feuilletée iront en bateau en Europe récupérer des chevaux pour tous les Shavashavah.
Mais leur voyage est perturbé par la rencontre avec Brake, le plus terrible pirate des mers, qu'ils finiront par capturer après maintes péripéties.

## Publication
- 1962 (sans ISBN) Le Lombard et Dargaud, avec Mission secrète
- 1976 (sans ISBN) Le Lombard et  (ISBN 2-205-00080-2) Dargaud, avec Mission secrète
- 1987  (ISBN 2-8036-0606-2) Le Lombard
- 1996  (ISBN 2-86497-094-5) Éditions Albert René, avec Oumpah-Pah sur le sentier de la guerre